# Кыга
Кыга — река в России, протекает в Республике Алтай. Устье реки — Кыгинский залив Телецкого озера. Длина реки составляет 43 км.

## Притоки
- 3 км слева: Баяс
- 11 км справа: Туш-Кем

## Данные водного реестра
По данным государственного водного реестра России относится к Верхнеобскому бассейновому округу, водохозяйственный участок реки — Бассейн озера Телецкое, речной подбассейн реки — Бия и Катунь. Речной бассейн реки — (Верхняя) Обь до впадения Иртыша.
Код объекта в государственном водном реестре — 13010100112115100001487.